# افرا، یا روز می‌گذرد
اَفرا، یا روز می‌گذرد نمایشنامه‌ای است از بهرام بیضایی که نخستین بار در زمستانِ ۱۳۸۶ به کارگردانیِ خودش در تالارِ وحدتِ تهران به نمایش درآمد.

## متن
موادِّ این طرحِ سینمایی به دههٔ ۱۳۶۰ برمی‌گردد، و نامِ اوّلیه‌اش «طوبا» بوده، نه «افرا»، که پس از انتشارِ طوبا و معنای شبِ شهرنوش پارسی‌پور عوض شده. نمایشنامهٔ نهایی سالِ ۱۳۷۶ نوشته و سالِ ۱۳۸۱ به صورتِ کتاب به وسیلهٔ انتشاراتِ روشنگران و مطالعات زنان منتشر شد.

## نخستین نمایش
بیضایی اَفرا را روزِ ۲۶ مردادِ ۱۳۸۱ در خانهٔ هنرمندانِ ایران برابرِ مستمعان خواند. اواخرِ شهریورِ ۱۳۸۶ خبرِ منتفی شدنِ نمایشِ سهراب‌کُشی و آمادگی برای نمایشِ اَفرا منتشر شد. تمرین‌ها به کارگردانیِ بیضایی در فرهنگ‌سرای نیاوران سرگرفت، هر روز از ۱۰ صبح تا ۷ بعد از ظهر. ولی در نیمه‌های آبان تمرین متوقّف شد؛ هم به خاطرِ نداشتنِ جا و هم به خاطرِ تأخیرِ تعمیراتِ تئاترِ شهر. سرانجام اجرای این نمایش در پاییز در تئاترِ شهر مقدور نشد، و از ۱۲ دی تا ۱۸ بهمن (مطابقِ اجازه و اعلامِ پیشین و نه تا تماشاکن هست) در تالارِ وحدت بر صحنه رفت. بیضایی این نمایش را «پیشکش به پیشگاهِ اکبر رادی» کرد که هفته‌ای پیش از شبِ افتتاح درگذشت.
بیضایی تالارِ وحدت را برای این نمایش نامناسب می‌دانسته است.

## در نظرِ دیگران
اَفرا مجموعه‌ای است از تک‌گویی‌های شخصیت‌ها، به طوری که محاکات و نقل را با هم دارد؛ چنان که، به یک معنا، «سابقه‌ای در نمایشنامه‌های ایرانی نداشته است.» عبّاس جوانمرد، که اَفرا به کارگردانیِ بیضایی را با نصرت کریمی و سیمین بهبهانی و حسینعلی طباطبایی به تماشا نشسته بود، در گفتگویی به سالِ ۱۳۹۴ چنین ازش یاد کرد:
. . . یک روز نمایشنامه «افرا» را برایم خواند. بر خلاف سایر نمایشنامه‌هایش، زبان محاوره‌ای داشت. گفتم: «خیلی طولانی است». گفت: «کمی صبر کن». خواندن «افرا» سه ساعت طول کشید. اما وقتی تمام شد، من قانع شده بودم که بايد همین طور باشد. «افرا» که اجرا شد، نمایش را ديدم. اجرای او یک تعریف بسیار درخشانی بود که برای من تازگی داشت. يک اسلوب جدید و مدرن آورده بود و من خیلی لذت بردم از نوع و شیوه اجرای بدیع آن.
بهبهانی نیز پس از تماشای این نمایش مقاله‌ای ستایش‌آمیز به نامِ «بیضایی در التقای نور و کلام» نوشت. ولی فرهاد مهندس‌پور نمایشِ اَفرا را، بر خلافِ نمایشنامه‌اش، هیچ نپسندید و اشتیاقِ تماشاکنانش را کاذب و گمراهانه دانست. امّا، به نظرِ هوشنگ اعلم، این شیوهٔ نمایش «در جایی که گوشی برای شنیدن نیست و «گفتن» فعلی سخت تاوان است امری است ناگزیر.»

## ترجمهٔ انگلیسی
- Beyzaie, Bahram (2023). Afra or The Day is Passing. Translated by Saeed Talajooy. San Francisco: Bisheh Publishing. ISBN 978-1-7355686-9-0.